# 垃圾學

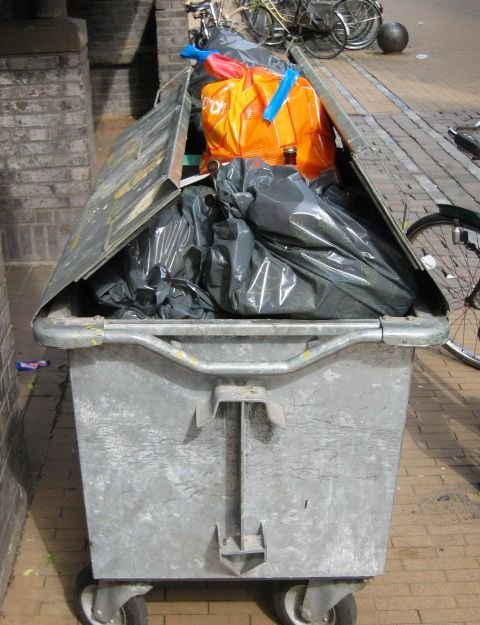
垃圾學是一門研究垃圾的學科。

垃圾學，考古學家雷斯傑（William Rathje）藉由研究現代的垃圾，以了解現代人的生活方式，此種研究被稱呼為垃圾學。其價值是在於提供了人類確實做了什麼的證據。

## 外部連結
- . July 5, 1992  [2009-01-23]. （原始内容存档于2020-01-22）.